# Aegyptobia ephedrae
Aegyptobia ephedrae är en spindeldjursart som beskrevs av Baker och James P. Tuttle 1964. Aegyptobia ephedrae ingår i släktet Aegyptobia och familjen Tenuipalpidae. Inga underarter finns listade i Catalogue of Life.